# Himno del Club Deportivo Universidad Católica
El Himno del Club Deportivo Universidad Católica, también conocido como Cruzados Caballeros, es el himno oficial del club homónimo. Está basado en Tramp!, Tramp!, Tramp! (La esperanza del prisionero), compuesta y escrita por George Frederick Root en 1864. El himno fue orquestado por Vicente Bianchi, y su letra fue escrita por Charles Bown Shearer en colaboración con Alberto Buccicardi y Pedro Fornazzari. Fue estrenado en el clásico universitario nocturno en noviembre de 1942 y su primera versión fue grabada hacia 1943. Su melodía habría sido tomado de un cancionero del colegio Santiago College proporcionado por Mauricio Wainer, uno de los fundadores del Club Deportivo Universidad Católica, al grupo de interesados en crear un himno para el club.

## Historia
| [...] no es mío, es un arreglo musical. Estaba feliz porque las melodías fueron tomadas de unos trozos de canciones americanas, las organizamos y salieron muy lindos. Nos costó, pero salió muy lindo, se grabó. Estoy feliz de volver a cantarlo [...] —Vicente Bianchi, 21 de abril de 2015. |

| [...] El mentado cancionero nos entregó, entre otras, dos partituras que, tocadas al piano por Vicente Bianchi, parecían estupendas. El maestro Bianchi tomó el solo de una de ellas y el coro de la otra [sic]. Hizo el arreglo y se obtuvo la música. Faltaban los versos. Del grupo que rodeaba el piano de Radio Minería, facilitada con entusiasmo por el hincha de la UC Raúl Matas, surgieron los poetas. La letra del himno la escribió el alumno de agronomía y jugador de nuestro primer equipo de fútbol, Charles Bown; la tradición oral señala que habrían colaborado Pedro Fornazzari y Alberto Buccicardi, ambos de derecho y fundadores del CDUC. El primero, jugador del primer equipo de báquetbol, y el segundo, titutlar del equipo de fútbol. —Germán Becker en su libro «Alameda entre Lira y Portugal: Historias y recuerdos de la UC», Páginas 64 a 66. |

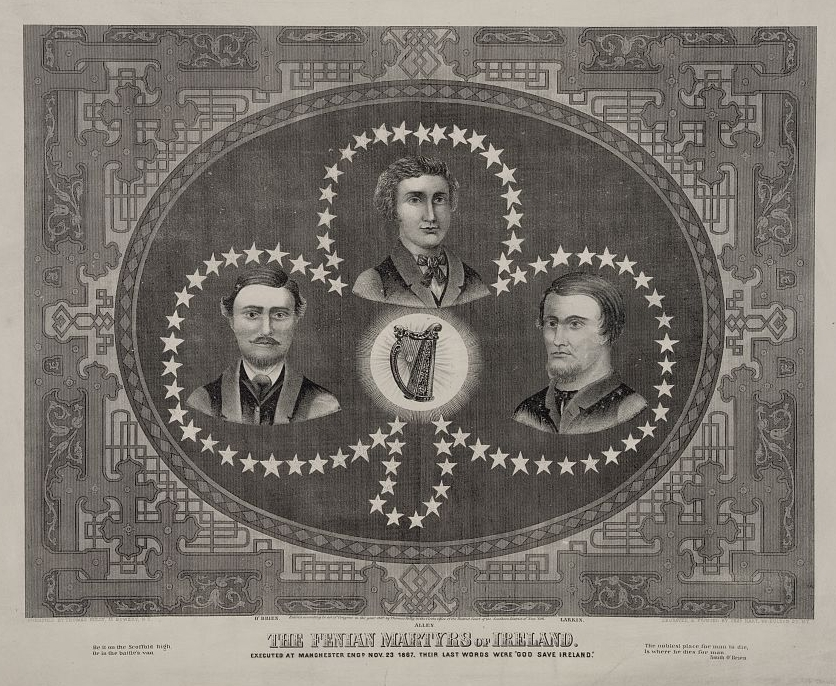
Los Mártires de Mánchester.

Originalmente fue orquestado por Vicente Bianchi, su letra escrita por Charles Bown Shearer —quien fuera jugador y entrenador del Club Deportivo Universidad Católica y, redactor, bajo el seudónimo «Caracol», de la revista Estadio—, en conjunto con, de acuerdo a «la tradición oral» —según Germán Becker—, Alberto Buccicardi y Pedro Fornazzari y su primera versión fue grabada hacia 1943. Con respecto a la melodía, si bien su origen proviene de Tramp!, Tramp!, Tramp! (The Prisoner's Hope), no existe claridad sobre de que versión de dicha canción en específico fue tomado.
Una posibilidad es que la melodía en el cancionero haya sido God Save Ireland, una canción rebelde irlandesa, inspirada en Tramp!, Tramp!, Tramp! (The Prisoner's Hope), que homanajeaba a los Mártires de Mánchester, tres fenianos –William Philip Allen, Michael Larkin y Michael O'Brien– miembros de la Hermandad Republicana Irlandesa executados en 1867, y que sirvió como himno no oficial de Irlanda por los nacionalistas irlandeses entre las décadas de 1879 y 1910, quienes la popularizaron.
Otra posibilidad, es que en el cancionero haya estado la melodía original: Tramp!, Tramp!, Tramp! (The Prisoner's Hope) (en español: Tramp!, Tramp!, Tramp! (La esperanza del prisionero)), una de las canciones más populares de la guerra civil estadounidense, compuesta y escrita por George Frederick Root en 1864, para dar esperanza a los prisioneros de guerra de la «Unión». La canción original se encuentra escrita desde el punto de vista de un prisionero, y en el coro le dice a sus compañeros de prisión que «la esperanza está en camino».
Por otra parte, en palabras de Germán Becker, el himno habría sido una mezcla de dos canciones presentes en el cancionero, de las cuales Vicente Bianchi tomó elementos y los mezcló.
El himno del Club Deportivo Universidad Católica se fue volviendo cada vez más popular, y en 1969, mientras Fernando Castillo Velasco era rector de la Pontificia Universidad Católica, se convirtió tanto en el himno oficial de la PUC como de Canal 13. A principio de 2010, la rectoría de la Pontificia Universidad Católica emitió un decreto que nombró formalmente al himno del Club Deportivo, como oficial de la Universidad.
El lema del club: «Por la Patria, Dios y la Universidad» también proviene de la letra del himno.

## Grabación y diferentes versiones

### Vicente Bianchi
Esta es la grabación original. El himno fue compuesto en 1942 y estrenado en el clásico universitario nocturno en noviembre de ese año y su primera versión fue grabada hacia 1943.

### Carlos Haiquel y su coro junto a la orquesta de Tito Ledermann
Existe una versión del himno grabada por el sello Toqui, en un disco de vinilo, en la década de los 60. Los intérpretes de esa versión fueron Carlos Haiquel y su coro junto a la orquesta de Tito Ledermann, grabado bajo una licencia del Club Deportivo Universidad Católica. Esta versión fue la utilizada por el Canal 13 durante la década de 1980, al dar inicio a sus transmisiones. En esta versión, la letra del coro es distinta a la utilizada actualmente, diciendo «Juntos luchemos con ardor» en lugar de «Juntos vibremos con ardor». Esta versión habría sido utilizada hasta principios de la década del 70, y posteriormente reemplazada por la grabación de Vicente Bianchi con Jaime Aranda Farías.

### Vicente Bianchi y Jaime Aranda Farías
Alrededor de 1963, Vicente Bianchi llamó a Jaime Aranda Farías, y le preguntó si conocía los himnos tanto del Club Deportivo Universidad Católica como del Club Universidad de Chile. En 1963, y luego de dos ensayos, se grabó en un disco de 45 RPM a través de la disquera Odeón, en que quedó registrado en el lado «A», el himno del Club Universidad de Chile, compuesto por Julio Cordero y en el lado «B», el del Club Deportivo Universidad Católica. Por este trabajo Aranda solo recibió veinticinco copias del disco. Esta versión es la utilizada hoy en día en las presentaciones del Club Deportivo Universidad Católica.

## Letra del himno

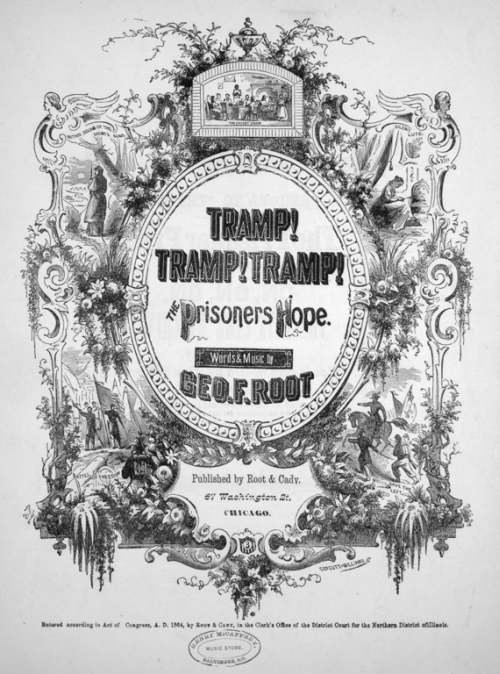
Carátula de la partitura de 1864 de Tramp! Tramp! Tramp!